# Ad montem duc nos

Blasonatura araldica dei Gonzaga successiva al 1530.

Ad montem duc nos è una locuzione latina, usata come motto della famiglia Gonzaga, signori di Mantova.

## Significato
Tradotta letteralmente, significa «guidaci al monte, pòrtaci in alto».